# Fort Abraham Lincoln

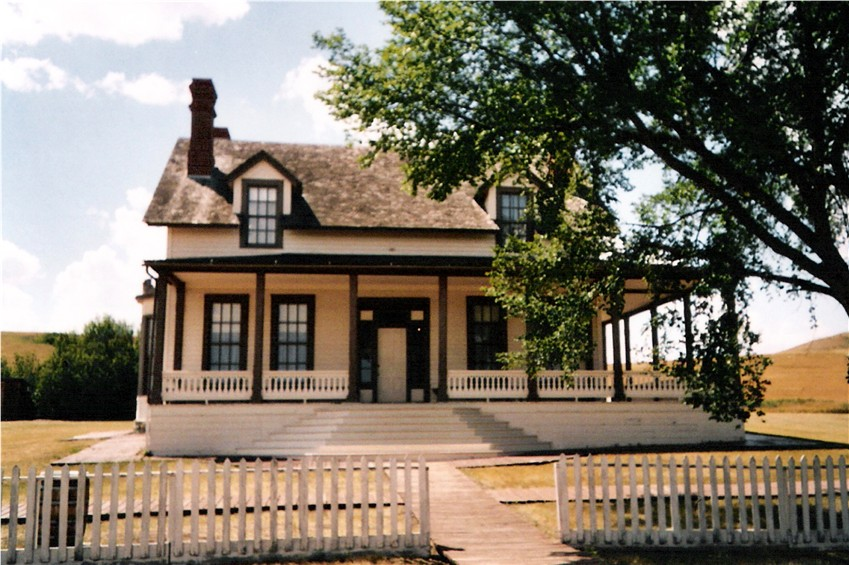
Zrekonstruowany dom generała Custera na terenie fortu

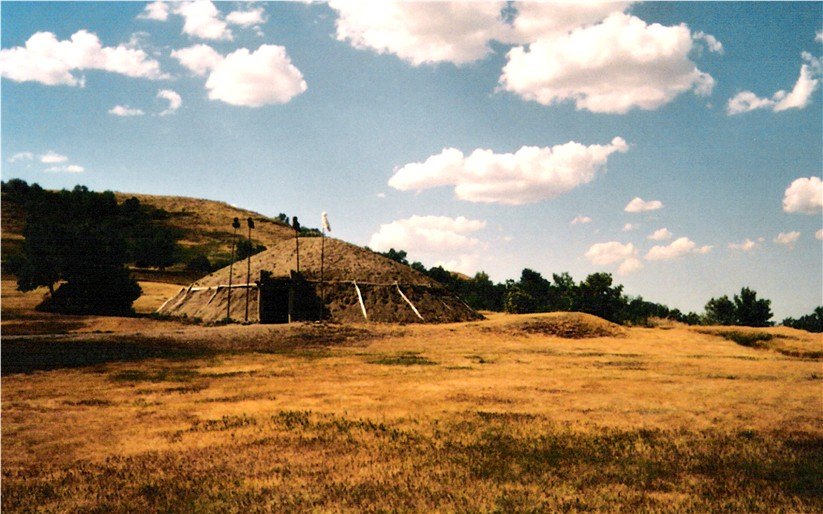
Zrekonstruowany indiański szałas na terenie fortu

Fort Abraham Lincoln – dawny posterunek wojskowy, a obecnie park stanowy o tej samej nazwie, znajduje się w odległości 11 kilometrów od miejscowości Mandan w stanie Dakota Północna.
Indianie z plemienia Mandanów osiedlili się nad brzegami Heart River około roku 1575. Wznieśli charakterystyczne dla nich budowle ziemne, utrzymując się z polowań na bizony i upraw licznych roślin. Wioska składała się z 75-85 takich ziemnych domostw zamieszkanych przez około 1000 osób. Wioska "Na stoku" (ang. On-A-Slant Indian Village),  znajdowała się na brzegach Heart River, a nazwę swą zawdzięczała położeniu na stokach wzgórz okalających dolinę rzeki Missouri. Budową domów, które powstawały przez pokrycie rusztowania z pni topoli plecionką z witek wierzbowych oklejanych z zewnątrz gliną zmieszaną z trawą, zajmowały się kobiety Mandanów. Pośrodku dachu każdego takiego domostwa znajdował się otwór służący za źródło światła i dymnik centralnie położonego paleniska. Domostwa budowano zazwyczaj blisko jedno drugiego, przy czym każde z nich zamieszkiwało około 10 osób. Dwieście lat później epidemia przywleczonej przez Europejczyków ospy zdziesiątkowała Mandanów. Mandanowie wyemigrowali na północ, by połączyć się z Indianami plemienia Hidatsa nad rzeką Knife, a w latach siedemdziesiątych XIX wieku na zachodnim brzegu Missouri, w tym samym miejscu, naprzeciw dzisiejszego miasta Bismarck powstał posterunek wojskowy. W czerwcu 1872 roku dwie kompanie 6. pułku piechoty wzniosły budynki i umocnienia fortu nazwanego "Fort McKeen", ale 19 listopada tego samego roku przemianowanego na "Fort Abraham Lincoln".
Zabudowania, przeznaczone pierwotnie dla trzech kompanii piechoty, zostały następnie rozbudowane ku południowi, by pomieścić dodatkowo sześć kompanii kawalerii. Teraz na terenie fortu znajdowało się 78 stałych, drewnianych budynków: poczta, telegraf, koszary dla dziewięciu kompanii, siedem kwater oficerskich, sześć stajni dla koni, wartownia, spichlerz, magazyn kwatermistrzostwa, piekarnia, lazaret, pralnia i koszary zwiadowców. Wodę dowożono własnymi beczkowozami z rzeki Missouri, a drewno na opał dostarczali prywatni dostawcy.
W roku 1873 fort stał się głównym punktem skoszarowania 7. pułku kawalerii, mającego zapewnić bezpieczeństwo budowniczym linii kolejowej Northern Pacific. Pierwszym komendantem rozbudowanego fortu został podpułkownik George Armstrong Custer, który zajmował to stanowisko do swej śmierci w roku 1876. W tymże 1876 roku 7 pułk kawalerii został wysłany na zachód z zadaniem poskromienia nieobjętych traktatami plemion Indian prerii i umieszczenia ich w rezerwatach. Z pola bitwy nad rzeką Little Big Horn, do "Fort Abraham Lincoln" nie powrócił ani Custer, ani połowa jego ludzi.
Fort został opuszczony przez armię w 1891, po ukończeniu budowy linii kolejowej do Montany. W rok po opuszczeniu fortu lokalni mieszkańcy rozebrali budynki wykorzystując na własne potrzeby drewno i gwoździe. W okresie późniejszym władze, siłami Civilian Conservation Corps, zrekonstruowały blokhauzy i ziemne domostwa Indian. Dom Custera został odbudowany dopiero w roku 1989.
Dzisiejszy park stanowy składa się z indiańskiej wioski, budynków koszarowych i domu Custera. Prezydent Theodore Roosevelt przekazał w roku 1907 specjalnym dekretem teren władzom stanowym jako "Fort Abraham Lincoln State Park". W 1934 pracownicy Civilian Conservation Corps zbudowali budynek administracyjny, schronisko i drogi dojazdowe. Park ma również własne pole namiotowe, parkingi i tereny piknikowe.